# Szászpelsőc
Szászpelsőc (1886-ig Szászi, szlovákul: Sása) község Szlovákiában, a Besztercebányai kerületben, a Zólyomi járásban.

## Fekvése
Zólyomtól 18 km-re délre található.

## Története
A falu a 13. században keletkezett, első írásos említése 1332-ben történt „Sasca”, „Saca” alakban. 1351-ben „Nemet Pelseucz”-ként jelenik meg, ekkortól kiváltságokkal rendelkező mezőváros volt. 1393-ban „Pelsewlch”, 1410-ben „Nemethpelseuch” néven említik. A dobronyai váruradalomhoz tartozott. A falunak a 16. században őrtornya volt, nyoma nem maradt. A 16. és 17. században a török elleni háborúkban többször szenvedett a hadak pusztításától. 1578-tól 1594-ig a hódoltság részeként a füleki bégnek adózott. 1668-ban ismét a töröknek fizetett adót.
A 18. század végén Vályi András így ír róla: „SZÁSZI. Az előtt Német Pelsőcznek neveztetett, Mezőváros Zólyom Várm. földes Ura Gr. Battháyni Uraság, lakosai katolikusok, fekszik Zólyomhoz 1 3/4 mértföldnyire; határja meglehetős.”
1828-ban 85 házában 625 lakosa élt, akik mezőgazdasággal, kézművességgel foglalkoztak.
Fényes Elek 1851-ben kiadott geográfiai szótárában így ír a településről: „Szászova, Zólyom vmegyében, dombon, ut. postája Beszterczebánya. Van 276 evang., 73 kath. lakosa, egy nagyszerü 1460-ban épült temploma, 12 1/2 urbéri telke, s egy hegyi patakja, Földe homokos agyag, s meglehetős termékeny. Majorsági föld itt nincs. Birja Beszterczebánya v.”
1886-ban nevét a közeli Tótpelsőc mintájára változtatták meg. A trianoni diktátumig Zólyom vármegye Zólyomi járásához tartozott.

## Népessége
| Év:            | 1994. | 2004.   | 2014.   | 2024.    |
| -------------- | ----- | ------- | ------- | -------- |
| Emberek száma: | 889   | 951     | 933     | 830      |
| Eltérés:       |       | +6,97 % | -1,89 % | -11,03 % |

| Év:            | 2023. | 2024.   |
| -------------- | ----- | ------- |
| Emberek száma: | 857   | 830     |
| Eltérés:       |       | -3,15 % |

1910-ben 989 túlnyomórészt szlovák lakosa volt.
2001-ben 916 lakosából 846 szlovák volt.
2011-ben 951 lakosából 878 szlovák.

## Nevezetességei
Szent Katalin tiszteletére szentelt római katolikus temploma középkori eredetű, melyet kőfal vesz körül.